# Saint-Laurent-du-Pape
Saint-Laurent-du-Pape (okzitanisch: Sant Laurent du Pape) ist eine französische Gemeinde mit 1.617 Einwohnern (Stand: 1. Januar 2022) im Département Ardèche in der Region Auvergne-Rhône-Alpes. Saint-Laurent-du-Pape gehört zum Arrondissement Privas und zum Kanton Rhône-Eyrieux. Die Einwohner werden Saint-Laurentais(es) genannt.

## Geografie
Saint-Laurent-du-Pape liegt etwa 15 Kilometer südsüdwestlich von Valence am Eyrieux, einem Nebenfluss der Rhône. Umgeben wird Saint-Laurent-du-Pape von den Nachbargemeinden Gilhac-et-Bruzac im Norden, Beauchastel im Osten, La Voulte-sur-Rhône im Süden und Südosten, Rompon im Süden, Saint-Cierge-la-Serre im Südwesten sowie Saint-Fortunat-sur-Eyrieux im Westen.

## Bevölkerungsentwicklung
| Jahr                       | 1962 | 1968 | 1975 | 1982 | 1990 | 1999 | 2006 | 2017 |
| -------------------------- | ---- | ---- | ---- | ---- | ---- | ---- | ---- | ---- |
| Einwohner                  | 1237 | 1194 | 1159 | 1174 | 1206 | 1295 | 1469 | 1566 |
| Quellen: Cassini und INSEE |      |      |      |      |      |      |      |      |

## Sehenswürdigkeiten
- katholische Kirche
- evangelisch-reformierte Kirche
- Schloss Le Bousquet, Monument historique
- Reste einer römischen Brücke

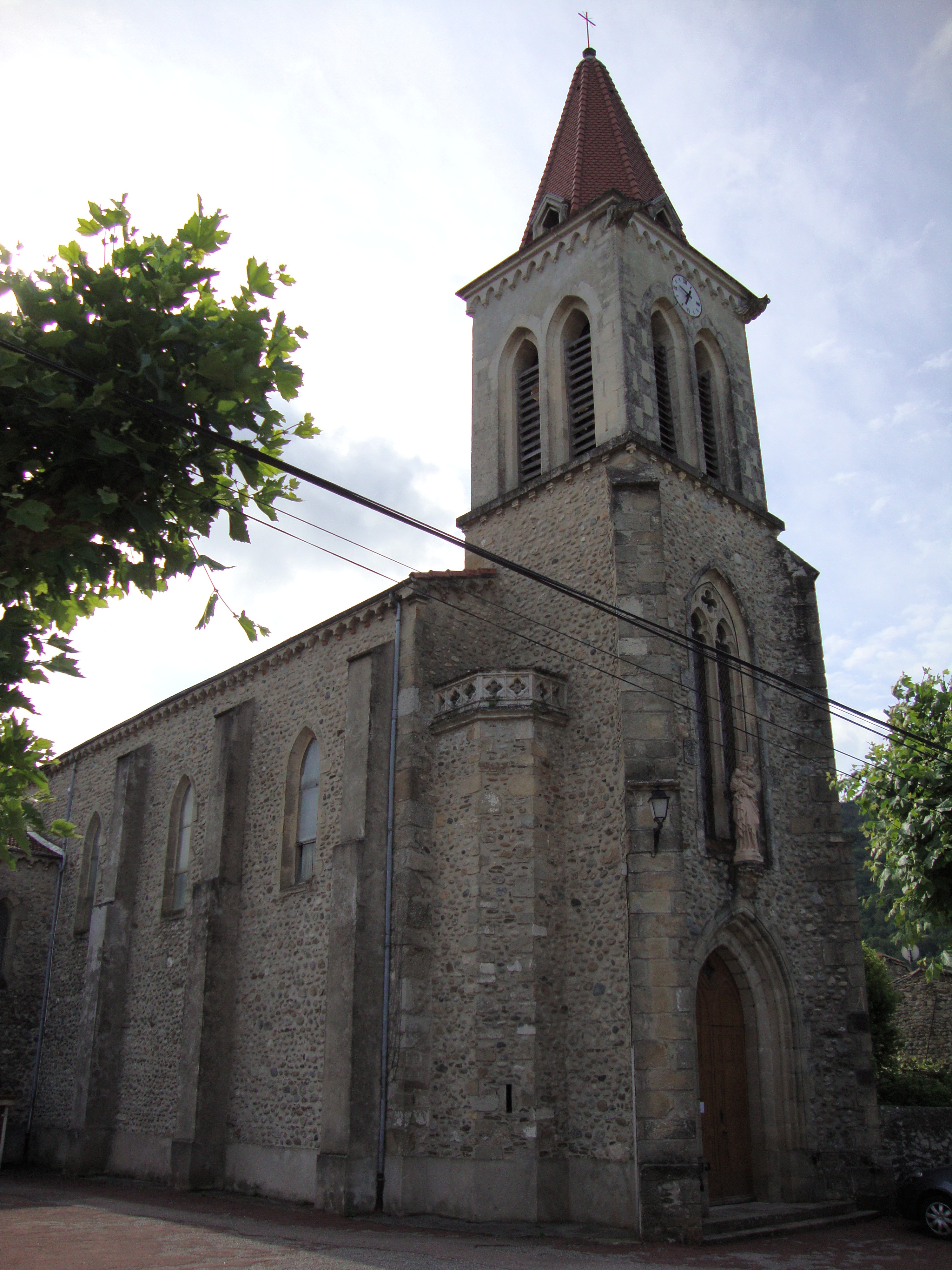
Katholische Kirche
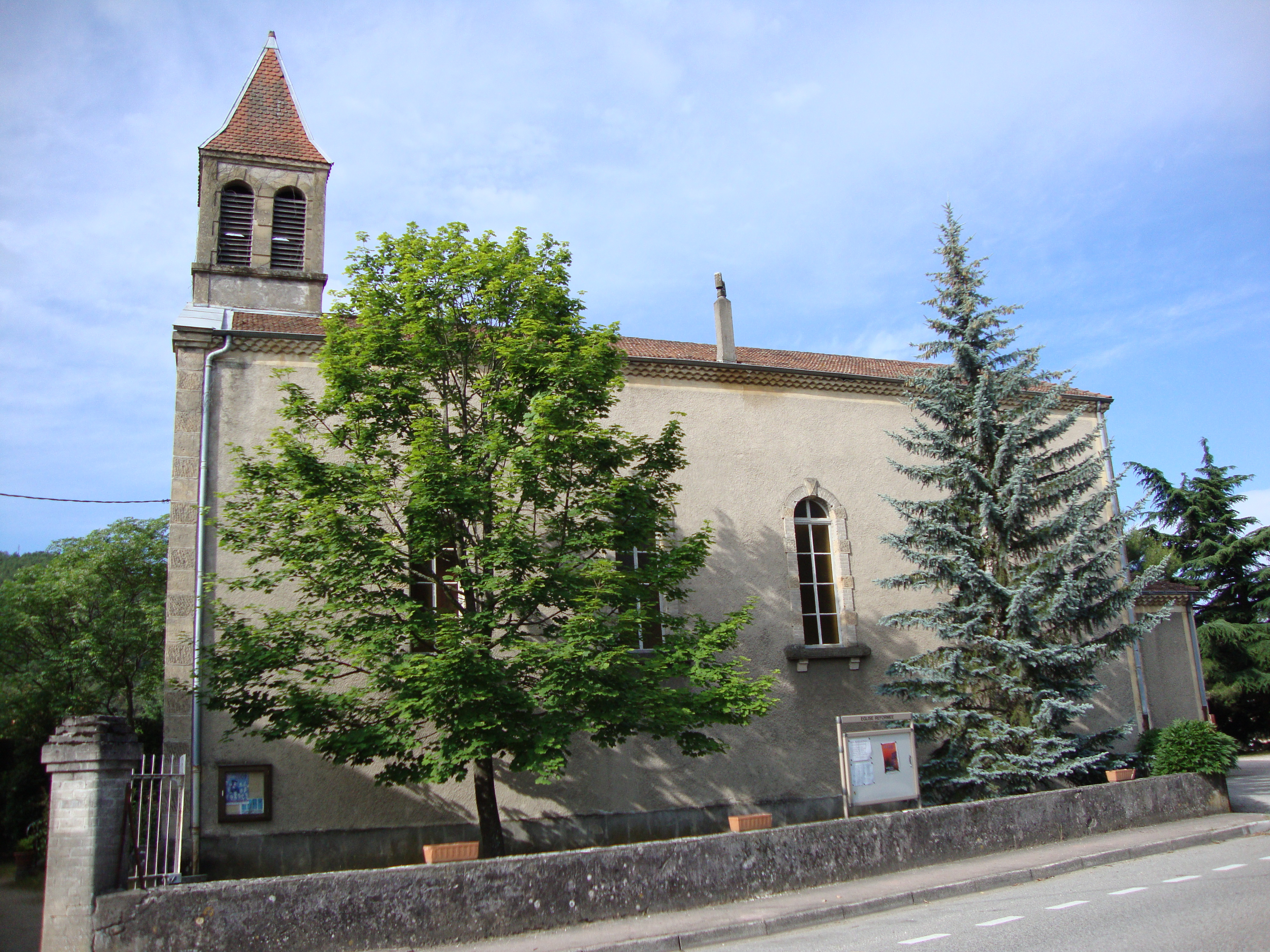
Evangelisch-reformierte Kirche
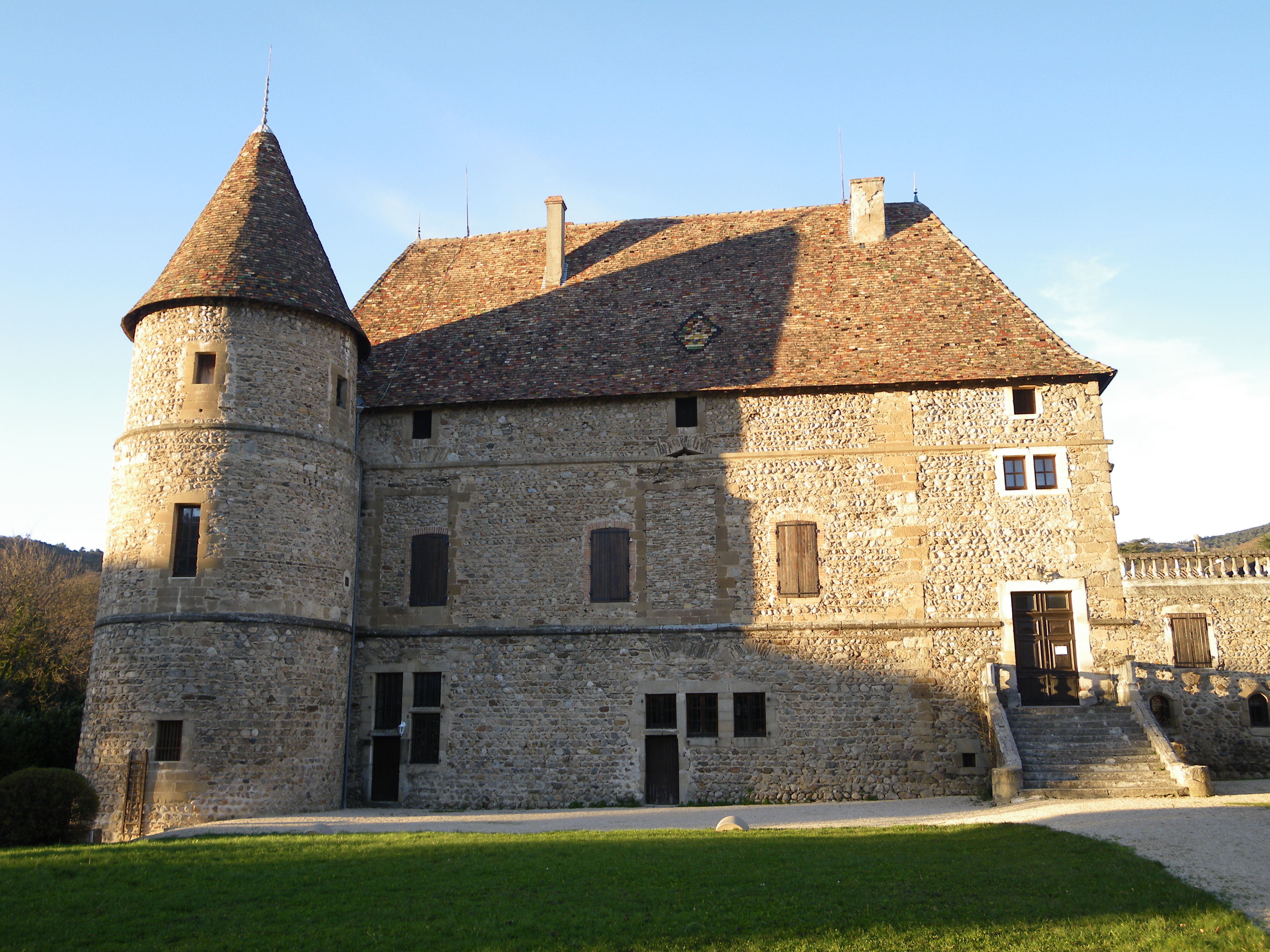
Schloss Le Bousquet